# Netzwerk Friedenskooperative

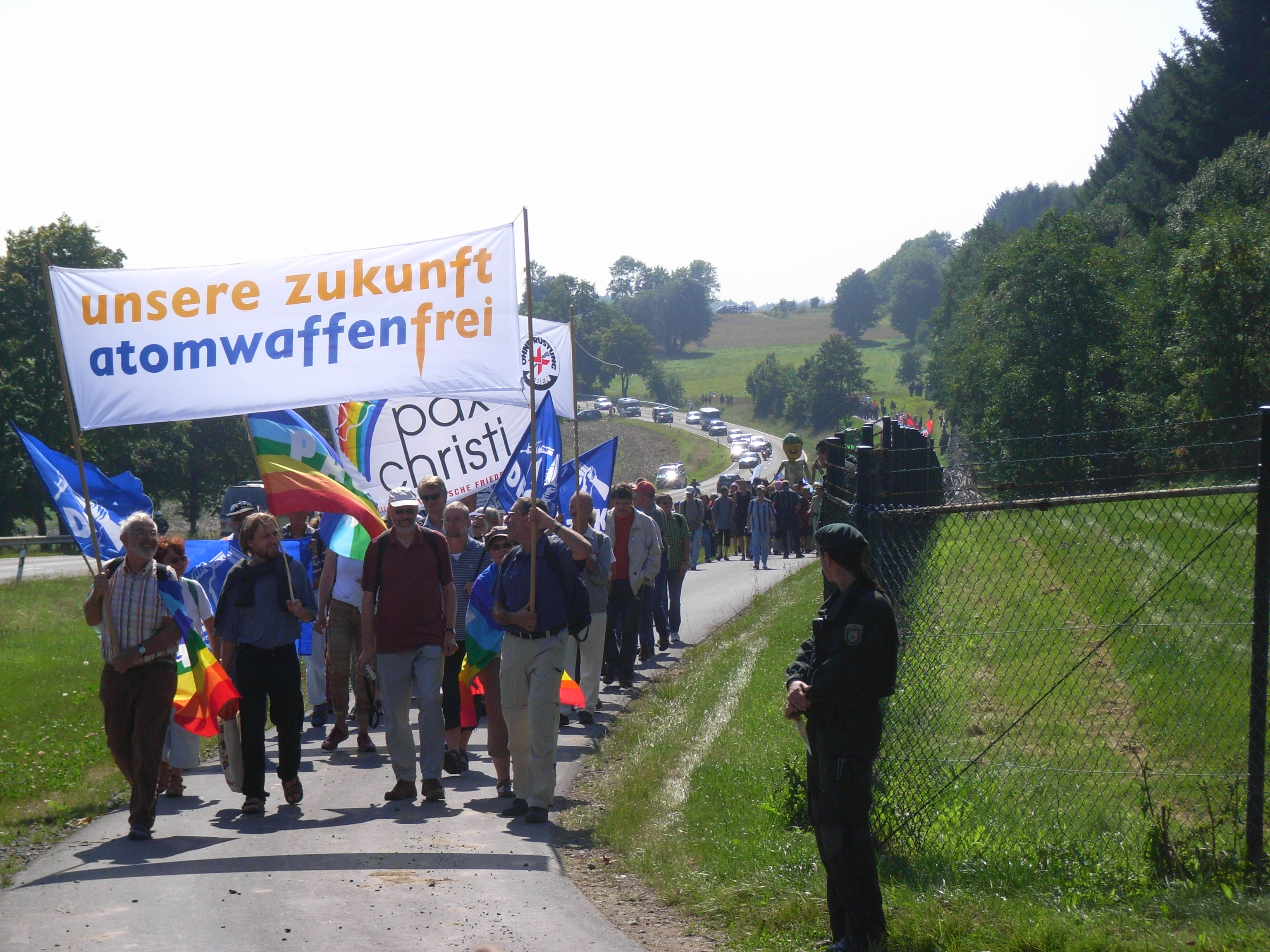
Demonstration gegen die nukleare Teilhabe, August 2008 am Fliegerhorst Büchel

Das Netzwerk Friedenskooperative (offiziell Förderverein Frieden e. V.) ist ein eingetragener Verein mit Sitz in Bonn und ist innerhalb der Friedensbewegung tätig.

## Hintergrund
Das Bonner Büro ist Informationsbüro über und für die Friedensbewegung. Es ist Ansprechpartner für alle friedenspolitisch Interessierten, Aktivisten sowie für die Presse. Das Netzwerk Friedenskooperative leistet dabei nach eigenen Angaben eine umfangreiche Informationsarbeit.
Dabei unterstützt es aktiv Kampagnen und Aktionen innerhalb der Friedensbewegung, hilft bei der Mobilisierung, Koordination und Durchführung von Kampagnen. Es entscheidet dabei jedoch nicht über Aktionen, sondern hält als bundesweite Vernetzung einen Diskussions- und Informationsaustausch aufrecht und dient als Koordinierungsstelle für gemeinsame Aktivitäten verschiedener Gruppen. Die Friedenskooperative bringt sechsmal jährlich das Magazin FriedensForum heraus.

## Kampagnen
Betreute Kampagnen sind unter anderem:
- Büchel ist überall! atomwaffenfrei.jetzt
- Unter 18 nie! Keine Minderjährigen in der Bundeswehr
- Wir fordern: abrüsten statt aufrüsten.
- MACHT FRIEDEN. Zivile Lösungen für Syrien

## Förderverein Frieden
Der Förderverein Frieden  ist der Rechtsträger des Netzwerkes Friedenskooperative und ist als gemeinnützig eingestuft. Zweck des Vereins ist die Förderung der Friedensarbeit, der Friedenserziehung, der Völkerverständigung und der internationalen Gerechtigkeit. Die Finanzierung erfolgt ausschließlich aus Förderbeiträgen, Abozahlungen, dem Verkauf des Magazins „FriedensForum“ und Informationsmaterialien sowie Spenden. Der Verein finanziert sich zu mehr als 3/4 aus Einzelspenden und hatte im Jahr 2021 Einnahmen von 293.079 Euro.

## Kooperation für den Frieden
Das Netzwerk-Büro ist Kontaktadresse der Kooperation für den Frieden als „Bündnis-Organisation“ mit dem Ziel längerfristiger strategischer Zusammenarbeit für Frieden, Gerechtigkeit, Solidarität und Bewahrung der Umwelt. Die Kooperation hat mit den „Friedenspolitischen Richtlinien“ ein wichtiges Papier zur Diskussion um Perspektiven der Friedensarbeit herausgebracht und veranstaltet u. a. jährlich Strategiekonferenzen.

## Veranstaltungskalender
Ein umfangreiches Informationssystem über friedenspolitische Themen, Initiativen, Veranstaltungen und Aktionen hat das Netzwerk auch im Internet aufgebaut. Der Veranstaltungskalender umfasst pro Jahr mehrere tausend Termine. Für die inhaltliche Recherche zu Themen, Fakten und Meinungen gibt es ein datenbankgestütztes System.

## Geschichte
Entstanden ist das Netzwerk aus dem Koordinierungsausschuß der Friedensbewegung, der sich am 17. Dezember 1989 zugunsten des neuen Netzwerks Friedenskooperative auflöste. Der Vorläufer des Netzwerkes Friedenskooperative war als zentrale bundesweite Planungssorganisation Ausrichter der Großdemonstrationen gegen die Stationierungspläne der NATO für Cruise-Missiles und Pershing II sowie des Warschauer Pakts für SS-20/21-Atomraketen in den 1980er-Jahren.
Die Friedenskooperative beschließt im Gegensatz zum Koordinierungsausschuss nicht mehr über Aktionen, sondern hält als bundesweite Vernetzung einen Diskussions- und Informationsaustausch aufrecht und dient weiterhin als Koordinierungsstelle für gemeinsame Aktivitäten verschiedener Gruppen. Neben vielen Kampagnen und Projekten wurden z. B. einige Großdemonstrationen am damaligen Regierungssitz Bonn organisiert, so die Demonstration am 26. Januar 1991 gegen den Zweiten Golfkrieg.